# Liparis regnieri
Liparis regnieri är en orkidéart som beskrevs av Achille Eugène Finet. Liparis regnieri ingår i släktet gulyxnen, och familjen orkidéer. Inga underarter finns listade i Catalogue of Life.